# Jürgen Martens (homme politique)
Pour les articles homonymes, voir Jürgen Martens.
Jürgen Martens, né le 3 août 1959 à Munich, est un homme politique allemand qui appartient au Parti libéral-démocrate (FDP).
Né en Allemagne de l'Ouest, avocat de formation, il participe en 1990 à la fondation de la fédération des Jeunes libéraux (JuLis) du Land de Saxe et s'installe durablement dans ce territoire d'ex-Allemagne de l'Est. En 2004, il prend la tête de la commission programmatique du FDP pour les élections régionales, au cours desquelles il est élu député régional au Landtag. Il se voit de nouveau confier cette tâche cinq ans plus tard, et devient par la suite ministre de la Justice dans la coalition noire-jaune de Stanislaw Tillich.

## Éléments personnels

### Formation et carrière
Bien qu'il soit né à Munich, il grandit dans la Forêt-Noire, en Bade-Wurtemberg, avant de venir s'installer à Meerane, en 1990.
Après avoir passé son Abitur en 1979, il accomplit son service civil à la Croix-Rouge allemande, puis entreprend en 1980 des études supérieures de droit à l'université de Fribourg. Il obtient son premier diplôme juridique d'État, et effectue par la suite plusieurs stages, notamment au tribunal constitutionnel du Bade-Wurtemberg ou à la direction générale Agriculture et Fraude de la Commission européenne. En 1990, il décroche son second diplôme juridique d'État.
Il obtient un doctorat de droit de l'université de Fribourg-en-Brisgau, en 2000.

### Carrière
Il commence aussitôt à travailler comme avocat à Lörrach, puis quitte le Bade-Wurtemberg pour la ville de Meerane, en Allemagne de l'Est, où il est autorisé, en septembre 1990, à exercer la profession d'avocat. Il crée ensuite, avec un collègue d'Allemagne de l'Ouest, un cabinet de quatre avocats, et se spécialis dans le droit des affaires. Il renonce à son activité professionnelle en 1997.

## Politique

### Parcours militant
Il adhère au Parti libéral-démocrate (FDP) et aux Jeunes démocrates allemands (DJD), son organisation de jeunesse, en 1976. Six ans plus tard, il rejoint les Jeunes libéraux (JuLis), qui remplacent les DJD comme mouvement de jeunes du FDP en 1983, et en est notamment vice-président dans le Bade-Wurtemberg et membre du comité directeur fédéral. Il fait également partie du comité directeur régional du parti.
Après son arrivée en Saxe, en 1990, il participe à la fondation de la fédération régionale des JuLis, l'Action des jeunes libéraux (JuliA) de Saxe. Nommé membre de la commission programmatique régionale du FDP en 2001, il est élu deux ans plus tard au comité directeur du parti en Saxe. Il est porté à la présidence de la commission programmatique en 2004, se voyant chargé de diriger la rédaction du programme pour les élections régionales.
En 2006, il devient président de la fédération de l'arrondissement de Chemnitz-Campagne, disparu en 2008 avec la réforme territoriale, puis est désigné vice-président régional l'année suivante. Il est de nouveau responsable du programme électoral libéral lors des élections régionales de 2009.

### Activité institutionnelle
Il est élu député au Landtag de Saxe en 2004 au scrutin de liste, et aussitôt choisi comme porte-parole du groupe FDP pour l'intérieur et la justice. Réélu cinq ans plus tard, Jürgen Martens est nommé, le 30 septembre 2009, ministre de la Justice et des Affaires européennes dans la nouvelle coalition noire-jaune du ministre-président chrétien-démocrate sortant, Stanislaw Tillich. Il est remplacé par Sebastian Gemkow le 13 novembre 2014.